# Sono Un Pirata, Sono Un Signore
Sono Un Pirata, Sono Un Signore – czternasty album studyjny hiszpańskiego piosenkarza Julio Iglesiasa, wydany w 1978 roku.

## Lista utworów
| 1.  | „Pensami”                         | 4:05  |
|     |                                   |       |
| 2.  | „Sono un pirata, sono un signore” | 3:00  |
|     |                                   |       |
| 3.  | „Dove Sarai”                      | 3:03  |
|     |                                   |       |
| 4.  | „Amico”                           | 4:38  |
|     |                                   |       |
| 5.  | „Abbracciami”                     | 3:45  |
|     |                                   |       |
| 6.  | „Restiamo ancora insieme”         | 4:06  |
|     |                                   |       |
| 7.  | „33 anni”                         | 3:48  |
|     |                                   |       |
| 8.  | „Seguirò il mio cammino”          | 3:11  |
|     |                                   |       |
| 9.  | „Sono sempre io”                  | 3:12  |
|     |                                   |       |
| 10. | „Stai”                            | 5:02  |
|     |                                   |       |
|     |                                   | 37:50 |
|     |                                   |       |